# Yoshio Ōtomo
Yoshio Ōtomo, auch Yoshio Ohtomo, (jap. 大友 義雄, Ōtomo Yoshio; * 1947 in der Präfektur Tokio) ist ein japanischer Jazzmusiker (Alt- und Sopransaxophon), stilistisch zur Hardbop-Tradition gehörend.
Ōtomo arbeitete ab den frühen 1970er-Jahren in der Tokioter Jazzszene; erste Aufnahmen entstanden 1974 mit der Sängerin Minami Yasuda (South). Er spielte in den folgenden Jahren in der George Kawaguchi Big Band, im Takashi Mizuhashi Quartet, mit Isao Suzuki/Tsuyoshi Yamamoto und Fumio Itabashi. Er leitete das Yoshio Otomo Quartett und mit Hidefumi Toki die Formation Alto Madness, der auch Kazumi Watanabe, Nobuyoshi Ino und Steve Jackson angehörten (Lover Man, 1975).
Nach den Produktionen Oh Friends (1976) und Moon Ray (Three Blind Mice, 1977) mit Tsuyoshi Yamamoto, Tamio Kawabata  und O. „Jess“ Kurata  legte er 1978 er unter eigenem Namen das Album As a Child vor, an dem Toshiyuki Sekine (E-Piano),  Satoshi Kosugi (E-Bass) und Akiyoshi Yoshino (Schlagzeug)  mitwirkten. In den 1980er-Jahren arbeitete er des Weiteren mit Toshio Ohsumi und Shinichi Kato. Im Bereich des Jazz war er zwischen 1974 und 1993 an 16 Aufnahmesessions beteiligt, zuletzt mit Shigeo Maruyamas Bigband Suikyo Za Orchestra (Kick Off).